# Bordes (Pyrénées-Atlantiques)
Bordes település Franciaországban, Pyrénées-Atlantiques megyében. Lakosainak száma 2878 fő (2022. január 1.). Bordes Angaïs, Artigueloutan, Assat, Baliros, Boeil-Bezing, Ousse és Pardies-Piétat községekkel határos.

## Népesség
A település népességének változása:
| Lakosok száma | 2707 | 2803 | 2905 | 2884 | 2885 | 2887 | 2888 | 2885 | 2878 |
|               | 2013 | 2015 | 2016 | 2017 | 2018 | 2019 | 2020 | 2021 | 2022 |